# Скарфьотти, Лудовико
Лудо́вико Скарфьо́тти (итал. Ludovico Scarfiotti, 18 октября 1933, Турин — 8 июня 1968, Россфельд) — итальянский автогонщик, победитель 24 часов Ле-Мана 1963 года, 1000 километров Нюрбургринга 1964 года, пилот Формулы-1 и Targa Florio.
Двоюродный брат Фердинандо Скарфьотти, итальянского арт-директора.

## Карьера
Первым автомобилем Лудовико Скарфьотти стал Fiat 1100. В 1956 и 1957 годах на нём Скарфьотти выиграл Mille Miglia в своём классе. Благодаря знакомству с влиятельной семьёй Аньелли, которая была во главе концерна FIAT, Лудовико стал тест-пилотом Ferrari.
Первый серьёзный успех пришёл к гонщику в 1960 году. В гонке Targa Florio он вместе с Джулио Кабьянкой и Вилли Мэрессом занял 4 место. В 1962 Скарфьотти выиграл европейский чемпионат по подъёмам на автомобиле в гору. А в 1963 Скарфьотти выиграл в Себринге с Джоном Сёртисом и в Ле-Мане с Лоренцо Бандини на машине Ferrari 250, а также стал вторым в Targa Florio. Дебют Лудовико в Формуле-1 состоялся на Гран-при Нидерландов 1963 года и принёс ему 1 очко (6 место). Но итальянцу не удалось продолжить сезон Формулы-1 из-за травмы на Гран-при Франции.
В 1964 Скарфьотти вернулся в автоспорт. Он стал победителем 1000 километров Нюрбургринга с Нино Ваккареллой на Ferrari 275, а затем пришёл в Моспорт-Парке вторым на Ferrari 330. В 1965 на Ferrari Dino он занял второе место в гонке 1000 километров Монцы, а кроме того, выиграл второй чемпионат по подъёмам в гору на автомобиле. За эти два года у Лудовико Скарфьотти было только два выступления в Формуле-1: Гран-при Италии 1964 года и Гран-при Мексики 1965 года, где он отдал автомобиль Педро Родригесу.
В 1966 году Лудовико единственный раз одержал победу в Формуле-1: это было Гран-при Италии. Помимо этого, Скарфьотти занял 2 место в гонке 1000 километров Нюрбургринга. 
 В 1967 Лудовико Скарфьотти был одним из четырёх гонщиков, представлявших в автоспорте Ferrari: его партнёрами стали Лоренцо Бандини, Майк Паркс и новичок Крис Эймон. Поначалу всё складывалось отлично: три вторых места Скарфьотти на Ferrari P4 в гонках 1000 километров Дайтоны, 1000 километров Монцы, 24 часа Ле-Мана (с Парксом), пятое — в Гонке чемпионов, 1 очко на Гран-при Нидерландов. Однако потом произошли два страшных инцидента. В Монако разбился насмерть Лоренцо Бандини. В Спа Майк Паркс был серьёзно травмирован. Лудовико был потрясён и ушёл из Scuderia Ferrari.
В 1968 Скарфьотти присоединился к команде Cooper. Автомобили были небыстрыми, но очень надёжными, и в начале сезона Формулы-1 итальянец отметился двумя 4 местами. Лудовико также выступал на гоночных Porsche в различных гоночных сериях. В Брэндс-Хэтче он стал вторым, но это был его последний успех в автоспорте: в Россфельде Лудовико Скарфьотти попал в аварию и разбился насмерть.

### Выступления в Формуле-1
| Легенда к таблице |                                                                    |
| --- | ------------------------------------------------------------------ |
| В таблице перечислены результаты всех Гран-при Формулы-1, в которых принимал участие гонщик. Строками таблицы являются сезоны, столбцами — этапы чемпионата мира. В каждой клетке указаны сокращённое название этапа и результат, дополнительно обозначенный цветом. Расшифровка обозначений и цветов представлена в нижеследующей таблице. |                                                                    |
| \| Пример \| Описание \| \| ------------ \| ------------------------------------------------------------------ \| \| 1 \| Победитель \| \| 2 \| Второе место \| \| 3 \| Третье место \| \| 5 \| Финишировал, заработав очки \| \| Сход \| Не финишировал, но при этом заработал очки \| \| 12 \| Финишировал, не получив очков \| \| НКЛ \| Финишировал, но не попал в финальную классификацию \| \| 15 \| Участвовал вне зачёта, либо по отдельной классификации \| \| 18 \| Не финишировал, но попал в финальную классификацию \| \| Сход \| Не финишировал \| \| НКВ \| Не прошёл квалификацию \| \| НПКВ \| Не прошёл предквалификацию \| \| ДСК \| Дисквалифицирован \| \| ИСК \| Исключён из протокола соревнований \| \| ТТ \| Заявлен для участия только в тренировках \| \| НС \| Участвовал в квалификации, но не стартовал в гонке \| \| Т \| Травмирован или болен \| \| ОТК \| Отказ от участия \| \| НТР \| Прибыл на соревнования, но на трассу не выезжал \| \| НПР \| Был заявлен в числе участников, но не прибыл к началу соревнований \| \| О \| Соревнования отменены \| \| \| Не участвовал \| \| Поул-позиция \| \| \| Быстрый круг \| \| |                                                                    |
| Пример | Описание                                                           |
| 1 | Победитель                                                         |
| 2 | Второе место                                                       |
| 3 | Третье место                                                       |
| 5 | Финишировал, заработав очки                                        |
| Сход | Не финишировал, но при этом заработал очки                         |
| 12 | Финишировал, не получив очков                                      |
| НКЛ | Финишировал, но не попал в финальную классификацию                 |
| 15 | Участвовал вне зачёта, либо по отдельной классификации             |
| 18 | Не финишировал, но попал в финальную классификацию                 |
| Сход | Не финишировал                                                     |
| НКВ | Не прошёл квалификацию                                             |
| НПКВ | Не прошёл предквалификацию                                         |
| ДСК | Дисквалифицирован                                                  |
| ИСК | Исключён из протокола соревнований                                 |
| ТТ | Заявлен для участия только в тренировках                           |
| НС | Участвовал в квалификации, но не стартовал в гонке                 |
| Т | Травмирован или болен                                              |
| ОТК | Отказ от участия                                                   |
| НТР | Прибыл на соревнования, но на трассу не выезжал                    |
| НПР | Был заявлен в числе участников, но не прибыл к началу соревнований |
| О | Соревнования отменены                                              |
| | Не участвовал                                                      |
| Поул-позиция |                                                                    |
| Быстрый круг |                                                                    |

| Сезон | Команда                    | Шасси             | Двигатель                   | Ш | 1        | 2     | 3     | 4       | 5   | 6        | 7     | 8     | 9        | 10     | 11  | 12  | Место | Очки |
| ----- | -------------------------- | ----------------- | --------------------------- | - | -------- | ----- | ----- | ------- | --- | -------- | ----- | ----- | -------- | ------ | --- | --- | ----- | ---- |
| 1963  | Scuderia Ferrari SpA SEFAC | Ferrari 156       | Ferrari 178 1,5 V6          | D | МОН      | БЕЛ   | НИД 6 | ФРА Т   | ВЕЛ | ГЕР      | ИТА   | США   | МЕК      | ЮАР    |     |     | 15    | 1    |
| 1964  | Scuderia Ferrari SpA SEFAC | Ferrari 156 Aero  | Ferrari 178 1,5 V6          | D | МОН      | НИД   | БЕЛ   | ФРА     | ВЕЛ | ГЕР      | АВТ   | ИТА 9 | США      | МЕК    |     |     | —     | 0    |
| 1965  | Scuderia Ferrari SpA SEFAC | Ferrari 1512      | Ferrari 207 1,5 B12         | D | ЮАР      | МОН   | БЕЛ   | ФРА     | ВЕЛ | НИД      | ГЕР   | ИТА   | США      | МЕК НС |     |     | —     | 0    |
| 1966  | Scuderia Ferrari SpA SEFAC | Ferrari 246 F1-66 | Ferrari 228 2,4 V6          | D | МОН      | БЕЛ   | ФРА   | ВЕЛ     | НИД | ГЕР Сход |       |       |          |        |     |     | 10    | 9    |
| 1966  | Scuderia Ferrari SpA SEFAC | Ferrari 312 F1-66 | Ferrari 218 3,0 V12         | F |          |       |       |         |     |          | ИТА 1 | США   | МЕК      |        |     |     | 10    | 9    |
| 1967  | Scuderia Ferrari SpA SEFAC | Ferrari 312 F1-67 | Ferrari 242 3,0 V12         | F | ЮАР      | МОН   | НИД 6 | БЕЛ НКЛ | ФРА | ВЕЛ      | ГЕР   | КАН   |          |        |     |     | 19    | 1    |
| 1967  | Anglo American Racers      | Eagle T1G         | Gurney-Weslake 58 3,0 V12   | G |          |       |       |         |     |          |       |       | ИТА Сход | США    | МЕК |     | 19    | 1    |
| 1968  | Cooper Car Co              | Cooper T86        | Maserati Tipo 10/F1 3,0 V12 | F | ЮАР Сход |       |       |         |     |          |       |       |          |        |     |     | 16    | 6    |
| 1968  | Cooper Car Co              | Cooper T86B       | BRM P142 3,0 V12            | F |          | ИСП 4 | МОН 4 | БЕЛ     | НИД | ФРА      | ВЕЛ   | ГЕР   | ИТА      | КАН    | США | МЕК | 16    | 6    |